# ناحیه برلین، شهرستان سنت کلیر، میشیگان
ناحیه برلین (به انگلیسی: Berlin Township) یک منطقهٔ مسکونی در ایالات متحده آمریکا است که در شهرستان سنت کلیر، میشیگان واقع شده‌است.
 ناحیه برلین ۹۶٫۲ کیلومتر مربع مساحت و ۳٬۲۸۵ نفر جمعیت دارد و ۲۴۱ متر بالاتر از سطح دریا واقع شده‌است.